# Приємна несподіванка
Приємна несподіванка (англ. Lovely by Surprise) — американська комедійна стрічка 2007 року режисера Кірта Ґанна, з Керрі Престон та Майклом Чернусом у головних ролях.
Прем'єра стрічки відбулась 14 червня 2007 року в США, на Міжнародному кінофестивалі у Сіетлі.

## Синопсис
Під час створення книги письменниця Маріан (Керрі Престон) зіштовхнулася з серйозною творчою кризою та звертається за порадою до свого наставника і колишнього коханця Джексона (Остін Пендлтон). Той радить їй «вбити» головного героя її книги. Проте, головний герой Гамкін (Майкл Чернус) не хоче вмирати та починає битися за своє життя з подвоєною силою.

## У ролях
| Актор             | Роль              |
| ----------------- | ----------------- |
| Керрі Престон     | Маріан Вокер      |
| Майкл Чернус      | Гамкін            |
| Остін Пендлтон    | Джексон           |
| Даллас Робертс    | Мопікей           |
| Реґ Роджерс       | Боб               |
| Кейт Бертон       | Гелен             |
| Річард Мазур      | Дейв              |
| Бойд Ґейнс        | клієнт            |
| Ґленн Фіцджеральд | клієнт            |
| Рон Ґефарт        | продавець автівок |
| Джонатан Ламер    | продавець автівок |
| Лена Ламер        | Мімі              |

## Нагороди
| Рік  | Нагорода                           | Категорія             | Номінант  | Результат |
| ---- | ---------------------------------- | --------------------- | --------- | --------- |
| 2007 | Міжнародний кінофестиваль у Сіетлі | Спеціальний приз журі | Кірт Ґанн | Перемога  |